# John Egerton, I conte di Bridgewater
John Egerton, I conte di Bridgewater (1579 – 4 dicembre 1649) è stato un nobile e politico inglese.

## Biografia
Era il figlio di Sir Thomas Egerton, e di sua moglie, Elizabeth Ravenscroft, figlia di Thomas Ravenscroft. Studiò presso il Brasenose College di Oxford.

## Carriera
Egerton prestò servizio come membro del Parlamento per Callington (1597-1598) e per lo Shropshire nel 1601. Nominato cavaliere l'8 aprile 1599, fu barone dello scacchiere di Chester (1599-1605). Nel 1617 succedette ai titoli di suo padre e fu creato conte di Bridgewater il 27 maggio 1617.
Lord Bridgewater prestò giuramento nel Consiglio privato nel 1626. Dal 1605 al 1646 fu Custos rotulorum dello Shropshire e dal 1628 al 1649 Custos rotulorum del Buckinghamshire. Tra il 1631 e il 1634 fu Lord Presidente del Galles e Lord luogotenente del Galles e delle Marche di Herefordshire, Monmouthshire, Shropshire e Worcestershire.

## Matrimonio
Sposò, il 27 giugno 1602, Lady Frances Stanley (1 maggio 1583 – 11 marzo 1636), figlia di Ferdinando Stanley, V conte di Derby e di Lady Alice Spencer. Ebbero tredici figli:
- Lady Frances Egerton (1603-1664), sposò Sir John Hobart[4], ebbero nove figli;
- Lady Mary Egerton (1604-1659), sposò Richard Herbert, II barone Herbert, ebbero dodici figli;
- Lady Elizabeth Egerton (?-20 marzo 1688), sposò David Cecil, III conte di Exeter, ebbero tre figli;
- Lady Penelope Egerton, sposò Sir Robert Napier, ebbero tre figli;
- Lady Arabella Egerton (?-1669), sposò Oliver St John, V barone St John, ebbero quattro figlie;
- Lady Catherine Egerton, sposò William Courten, ebbero due figli;
- Anne Egerton (nata morta);
- Cecile Egerton (morta nubile);
- Magdalen Egerton, sposò Sir Gervase Cutler, non ebbero figli;
- James Egerton, visconte Brackley (1616–1620);
- Charles Egerton, visconte Brackley (1617-1623);
- Lady Alice Egerton (1619-1689), sposò Richard Vaughan, III conte di Carbery, non ebbero figli;
- John Egerton, II conte di Bridgewater (1623–1686).

## Morte
Il primo conte di Bridgewater è commemorato da un memoriale nella cappella di Bridgewater presso la chiesa di San Pietro e Paolo, Little Gaddesden. All'inizio del XVII secolo, il padre del primo conte acquistò Ashridge House, una delle più grandi case di campagna d'Inghilterra, dalla regina Elisabetta I, che la ereditò da suo padre che se ne era appropriato dopo la dissoluzione dei monasteri nel 1539. Ashridge House rimase residenza della famiglia Egerton fino al XIX secolo. Gli Egerton in seguito costruirono una cappella domestica con tomba presso la chiesa di Little Gaddesden, dove molti monumenti commemorano i duchi e i conti di Bridgewater e i loro parenti.
Lord Bridgewater morì il 4 dicembre 1649.